# جوناثان باريوس
جوناثان باريوس (بالإسبانية: Jonathan Barrios)‏ (23 أكتوبر 1985 في السلفادور - ) هو لاعب كرة قدم سلفادوري في مركز الدفاع. شارك مع منتخب السلفادور لكرة القدم. أما مع النوادي، فقد لعب مع نادي أليانزا ‏ وإيسيدرو ميتابان ‏.

## وصلات خارجية
- جوناثان باريوس على موقع قاعدة بيانات كرة القدم.إي يو (الإنجليزية)
- جوناثان باريوس على موقع ناشيونال فوتبول تيمز (الإنجليزية)
- جوناثان باريوس على موقع Soccerway.com (الإنجليزية)